# D-Link
A D-Link Corporationt 1986-ban alapították Tajpejben Datex Systems Inc. néven. Kezdetben hálózati adapterek gyártójaként jelent meg a piacon, mára azonban egyéni és üzleti megoldások tervező, fejlesztő és gyártó nagyvállalattá nőtte ki magát.
2007-ben vezetőként szerepelt a hálózati megoldások piacán kis- és középvállalkozások számára kínált megoldásaival, itt a piac 21,9%-át uralta. 2008 márciusában a Wi-Fi termékek piacát vezette 33%-os részesedéssel. 2007-ben a vállalat szerepelt az Info Tech 100-as listán, mely a világ legsikeresebb IT vállalatait tartalmazza. A Business Week a 9. helyre sorolta a vállalatot az IT cégek között részvény-tulajdonosi hozam alapján.
A D-Link Corporation 64 országban 127 értékesítési irodával rendelkezik, és 10 globális disztribúciós központot üzemeltet, melyek összesen 100 ország vevőit szolgálják ki. A D-Link közvetett értékesítési modellt alkalmaz, disztribútorokon, viszonteladókon, kiskereskedőkön, VAR-okon és telekom szolgáltatókon keresztül értékesíti termékeit.
Legfőbb versenytársai a Cisco, Netgear, HP és 3com.

## Története
A D-Link Corporation 1994-ben kapott új nevet a Datex Systems Inc. helyett. Ekkor vált a vállalat nyitottá, és lett a tajvani értéktőzsde első IT vállalata. Jelenleg nyitott kereskedéssel szerepel a TSEC és NSE értéktőzsdéken. A D-Link-et hét személy alapította, köztük Ken Kao, a vállalat későbbi elnöke és Tony Tsao, a 2008. június 28-án kinevezett elnök-vezérigazgató.

## Termékkínálat

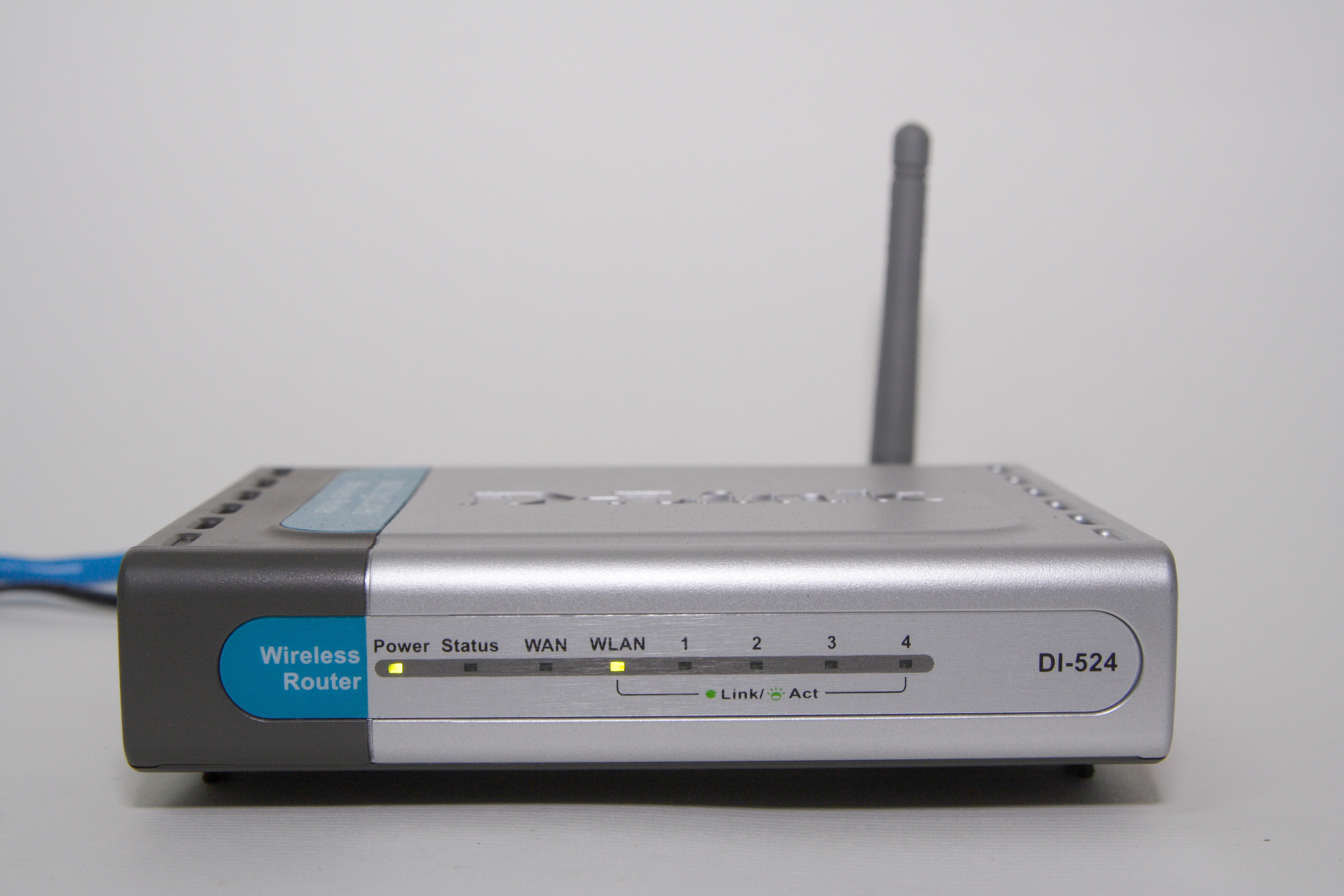
Egy D-Link útválasztó

A D-Link termékei a hálózati és kommunikációs eszközök piacán is jelen vannak. Az üzleti termékek switcheket, biztonsági és üzleti vezeték nélküli megoldásokat takarnak, míg az egyéni felhasználók számára tervezett megoldások közé a vezeték nélküli, szélessávú és Digital Home (médialejátszók, tároló eszközök, megfigyelő rendszerek) tartoznak.
Az első hálózati gyártó volt, aki bemutatta Green Ethernet megoldásait energiatakarékos technológia alkalmazásával nem menedzselhető switchein, majd később vezeték nélküli útválasztóin.